# Кучаниха
Кучаниха — посёлок в Тогучинском районе Новосибирской области. Входит в состав Кировского сельсовета.

## География
Площадь посёлка — 42 гектар.

## История
В 1976 г. Указом Президиума ВС РСФСР посёлок центральной отделения  №2 совхоза «Завьяловский» переименован в Кучаниха.

## Население
| 2002 | 2007 | 2010 |
| ---- | ---- | ---- |
| 181  | →181 | ↘121 |

## Инфраструктура
На посёлке по данным на 2007 год функционирует 1 учреждение образования.